# Аветисян, Арутюн Ишханович
Арутю́н Ишха́нович Аветися́н (род. 19 марта 1971, Верхняя Эшера, Сухумский район, Абхазская АССР, СССР) — российский математик, специалист в области системного программирования, профессор РАН (2016), член-корреспондент РАН (2016), академик РАН (2019), заведующий кафедрами системного программирования ВМК МГУ, ФУПМ МФТИ, ФКН ВШЭ, директор ИСП РАН.

## Биография
Родился 19 марта 1971 года в селе Верхняя Эшера Сухумского района Абхазской АССР.
В 1993 году с отличием окончил факультет прикладной математики Ереванского государственного университета.
В 2001 году защитил кандидатскую диссертацию «Исследование и разработка инструментальной системы программирования ParJava для параллельных вычислительных систем»; в 2012 году — докторскую диссертацию «Современные методы статического и динамического анализа программ для решения приоритетных проблем программной инженерии».
С 2002 года работает в Институте системного программирования РАН; с 2015 года — возглавляет институт.
В январе 2016 года избран профессором РАН; в октябре 2016 года — членом-корреспондентом РАН; в ноябре 2019 года — академиком РАН.
С 1 сентября 2017 года — заведующий кафедрой системного программирования факультета вычислительной математики и кибернетики МГУ. С 2017 года — член Совета по науке и образованию при Президенте РФ. Ведёт преподавательскую работу, являясь заведующим кафедрами системного программирования в МГУ, МФТИ и ВШЭ, где читает курсы лекций по компиляторным технологиям и параллельным вычислениям.
Главный редактор журналов «Программирование» и «Труды ИСП РАН»; председатель учёного совета ИСП РАН; руководитель совместной с Samsung лаборатории ИСП РАН; руководитель исследовательского центра Nvidia в ИСП РАН; член правления Ассоциации Тайзен. Ру.
С октября 2024 года возглавляемый ИСП РАН находится в списке блокирующих санкций США. При институте под эгидой ФСТЭК (ведомства, подчиняющегося Министерству обороны Российской Федерации) работает центр исследования безопасности ядра операционной системы Linux, а в рамках центра поддерживается локализованное в России ответвление ядра.

## Научная деятельность
Ведёт научно-исследовательскую работу в областях анализа и оптимизации программ, безопасности программного обеспечения (ПО) и технологии параллельных и распределённых вычислений. Автор свыше 100 публикаций.
При его участии разработаны:
- математические методы анализа ПО на основе моделей программ, обеспечившие возможность создания новых алгоритмов и технологий оптимизации программ;
- новые машинно-ориентированные оптимизации производительности (планирование команд, векторизация и конвейеризация циклов) и энергопотребления, учитывающие особенности современных архитектур (ARM, EPIC) и профили приложений. Они внедрены в промышленные компиляторы GCC и LLVM;
- расширенная версия компилятора LLVM, поддерживающая переносимость приложений на языках C/C++, обеспечивая как эффективный учёт особенностей аппаратуры, так и высокую степень надёжности и безопасности. Она внедрена в промышленную мобильную платформу Tizen;
- новые методы и инструментальные средства создания параллельных приложений, обеспечивающие высокую продуктивность, в том числе для кластеров с использованием GPGPU.

В области безопасности программного обеспечения предложил математические методы и алгоритмы статического, динамического и комбинированного анализа ПО, не имеющие аналогов в России, эффективно решающие на уровне лучших мировых коммерческих систем задачи глубокого анализа ПО с целью его аудита для нахождения уязвимостей безопасности и других дефектов в исходном и бинарном коде. В числе прочего, обеспечена возможность восстановления алгоритмов и нахождения недокументированных возможностей в защищенном бинарном коде. Создана система статического анализа исходного кода Svace и система комбинированного анализа защищенного бинарного кода «Трал», которые внедрены и используются для решения практических задач по обеспечению безопасности ПО в ряде отечественных и зарубежных организаций.
Под его руководством подготовлено 5 кандидатов наук.

## Награды
- Медаль ордена «За заслуги перед Отечеством» II степени (5 июня 2021 года) — за большой вклад в развитии науки и многолетнюю добросовестную работу[7].